# Lucille
Lucille ist ein Country-Song des amerikanischen Sängers Kenny Rogers. Das Stück wurde im Januar 1977 veröffentlicht und erhielt neben anderen Auszeichnungen im Juni 1977 eine Goldene Schallplatte. Es war Rogers erster Nummer-eins-Hit als Solokünstler.

## Inhalt
Die im 6/8-Takt gespielte Country-Ballade Lucille handelt von einer Frau, die in einer heruntergekommenen Bar in Toledo ihren Ehering abzieht und daraufhin von einem fremden Mann, dem Ich-Erzähler, angesprochen wird und mit ihm flirtet. Kurze Zeit später betritt ihr Ehemann, beschrieben als ein „Typ wie ein Berg mit schwieligen Händen“, das Lokal. Wider Erwarten setzt er sich nur an die Bar und beginnt zu zittern und zu weinen. Dabei spricht er die Worte:

“You picked a fine time to leave me, Lucille, with four hungry children and a crop in the field.”

„Zu Hause warten vier hungrige Kinder, die Ernte muss eingebracht werden. Musst du uns gerade jetzt verlassen, Lucille?“

 Dazu sagt er, dass er gute und schlechte Zeiten hatte – doch dieses Mal werde sein Schmerz wohl nie wieder enden.
Später landet die Frau mit ihrer neuen Bekanntschaft in einem schäbigen Hotelzimmer. Dem Mann sind die Annäherungsversuche der Frau aber unangenehm, weil er ständig an die Worte des Ehemanns denken muss und deshalb mit ihr nicht schlafen kann.

## Hintergrund
Kenny Rogers’ Mutter hieß Lucille. Wie Rogers ausführte, beschwerte sich seine Mutter anfänglich über die Namensgleichheit, da sie befürchtete, mit dem Verhalten Lucilles im Lied in Verbindung gebracht zu werden und dadurch geschäftliche Nachteile zu erleiden.
Später erzählte Rogers, er habe die oben zitierte Refrainzeile erstmals 1958 in einem kleinen Lokalradioprogramm eines Senders nahe Tulsa von einem zutiefst verletzten Mann gehört. Er selbst hatte dort einem Onkel bei der Ernte geholfen. Die unglaubliche Traurigkeit in der Stimme des Sprechers ließ ihn den Satz fast zwei Jahrzehnte lang nicht vergessen, um ihn schließlich seinen Songschreibern Roger Bowling und Hal Bynum als Songthema vorzuschlagen.

## Veröffentlichung und Erfolg
Der Song wurde am 24. Januar 1977 als zweite und letzte Single aus dem Album Kenny Rogers veröffentlicht. Es war sein erster Nummer-eins-Hit als Solokünstler, nachdem er im Vorjahr die Country-Rock-Band The First Edition verlassen hatte.
Im Juni 1977 erhielt Rogers für eine Million verkaufter Singles eine Goldene Schallplatte und in der Folge zahlreiche Awards fast aller etablierten Country-Organisationen wie der Academy of Country Music und der Country Music Association. Bei den Grammy Awards 1978 erhielt Rogers den Grammy für die Beste männliche Gesangsdarbietung im Bereich Country.

## Rezeption
Bettina Granegger von Country Music News sieht das Erfolgsgeheimnis des Lieds unter anderem darin begründet, dass die Hauptfigur des Songs nicht als starker Mann dargestellt wird, sondern vielmehr als verletzliche Person, die Schwächen offenbart. Samir H. Köck gelangt in Die Presse zu der Einschätzung, dass der Song insbesondere das internationale Kleinbürgertum ansprach. Rogers sentimentaler, etwas kratziger Bariton, verbunden mit dem Motiv des Verzichts auf Geschlechtsverkehr am Ende der Ballade fand bei diesem Publikum, das Verzicht gewöhnlich „gern heroisiert“, großen Anklang. Marko Langer bezeichnete das Lied bei der Deutschen Welle als „herzzerreißend“ und „mitten aus dem amerikanischen Landleben“. Rogers habe mit solchen Liedern Generationen von amerikanischen Sängern den Weg geebnet.

## Chartplatzierungen
| ChartsChartplatzierungen       | Höchstplatzierung | Wochen |
| ------------------------------ | ----------------- | ------ |
| Deutschland (GfK)              | 10 (27 Wo.)       | 27     |
| Österreich (Ö3)                | 8 (24 Wo.)        | 24     |
| Schweiz (IFPI)                 | 3 (13 Wo.)        | 13     |
| Vereinigtes Königreich (OCC)   | 1 (14 Wo.)        | 14     |
| Vereinigte Staaten (Billboard) | 5 (19 Wo.)        | 19     |

## Coverversionen
Von dem Song gibt es zahlreiche Coverversionen; schon 1977 erschien eine Version von Waylon Jennings. In den folgenden Jahren gab es in zahlreichen Ländern Neuinterpretationen des Lieds. Die Zeitlosigkeit des Stücks lässt sich auch daran erkennen, dass Billy Currington es 2005 auf seinem Album Doin’ Somethin' Right veröffentlichte.
Michael Holms deutsche Version Mußt Du jetzt gerade gehen, Lucille? aus dem Jahr 1977 beschreibt zwar das Geschehen in der Bar, verzichtet aber auf eine Darstellung der Handlung im Hotelzimmer. Auch Volker Lechtenbrink nahm 1977 eine Version von Lucille auf.